# 南京大学信息管理学院
南京大学信息管理学院是南京大学的管理系科之一，是中国信息管理学的先驱。

## 现况概览

### 专业设置
本科：信息管理与信息系统 
- 图书馆学
- 档案学
- 编辑出版学

硕士：情报学 
- 信息资源管理
- 图书馆学
- 档案学
- 编辑出版学

博士：情报学 
- 信息资源管理
- 图书馆学
- 档案学
- 编辑出版学

### 研究机构
实验室
- 信息数字化集成实验室
- 信息技术实验室
- 图像技术实验室
- 电子编辑出版工程实验室
- 教学技术实验室

研究所
- 南京大学出版科学研究所
- 南京大学信息产业研究所
- 南京大学信息技术开发研究所

相关机构
- 中国社会科学研究评价中心 （中文社会科学引文索引 CSSCI）（教育部中国人文社会科学评价创新基地）
- 国家信息资源管理南京研究基地（信息产业部）

情报学为国家重点学科。设有图书馆、情报与档案管理一级学科博士后流动站。

## 历史概要
- 南京大學信息管理学院的前身是圖書館學系，往前可以追溯到南京大學前身的文獻信息有关學門、圖書館學專修科和金陵大學圖書館學系，是中國圖書館學的發源地。
- 1902年三江師範學堂時期，中國現代圖書館事業的奠基人繆荃孫擔任學堂總稽查。1923年國立東南大學時期，洪有豐主辦“暑期圖書館學講習科”，是中國開辦時間最早、影響最廣泛的圖書館學職業教育，為全國各地培養和儲備了大批圖書館業務骨幹。1940年中央大學時期，南京大學成立圖書館學專修科。繆荃孫曾在南京主持創辦了近代中國第一所公共圖書館——江南圖書館（後来與中央圖書館在南京合併為南京圖書館），又在北京主持建立了京師圖書館（後来改名為北京圖書館、中國國家圖書館）；柳詒徵主持國學圖書館時，主持編撰了中國第一部圖書館藏書總目。文獻學、版本學、校讎學、目錄學專家以及圖書館事業活動家胡小石、陳中凡、黃侃、顧實、錢南揚、施廷鏞、戴志騫、朱家治、桂質柏等人也曾執教任職于南京大學。
- 1913年，克乃文(Harry Clemens)在金陵大学开设中国最早的“图书馆学”课程。1914年，金陵大学教育系下设图书馆学组，是中国最早的图书馆学专业。1927年，图书馆学组改为图书馆学系；李小缘任首任系主任。教授有刘国钧、万国鼎、戴志骞、施廷镛等人。
- 1949年，中央大学更名南京大学；1952年，金陵大学并入南京大学。后图书馆学系科撤销。1978年中国大陆政治动乱结束，南京大学恢复图书馆学专修科；1985年复建图书馆学系；1988年更名为文献情报学系；1992年定名为信息管理学系。
- 南京大学信息管理学系现已成为独立院系。
- 2011年11月18日，南京大学信息管理学系正式更名为南京大学信息管理学院。